# Wirtanen

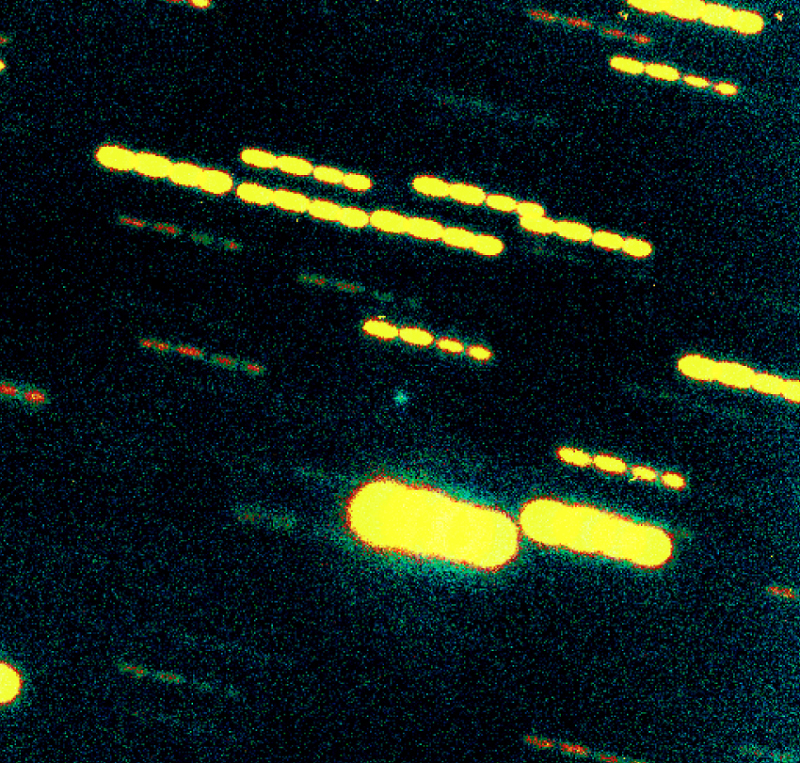
Kometa 46P/Wirtanen (světlý bod v centru) na fotografii pořízené 9. prosince 2001 teleskopem ze Země na vzdálenost ca 534 milionů km

46P/Wirtanen je kometa s oběžnou dobou 5,44 roku, která byla objevena 17. ledna 1948 americkým astronomem Carlem A. Wirtanenem (jehož jméno nese), při jeho pozorování na Lickově observatoři. Kometa náleží do Jupiterovy rodiny komet s krátkoperiodickým oběhem a průměr jejího jádra byl stanoven na cca 1,2 km.
Kometa 46P/Wirtanen měla být původním cílem sondy Rosetta, avšak kvůli technickým problémům při vypuštění sondy byl vybrán náhradní cíl v podobě komety 67P/Churyumov-Gerasimenko.
Nejbližšího dalšího perihélia dosáhne 12. prosince 2018.